# Distribuição multinomial
Em probabilidade e estatística, a distribuição multinomial é uma generalização da distribuição binomial para casos onde temos mais de dois possíveis resultados, sendo assim é uma distribuição de probabilidade discreta e multivariada.
 Temos um total de {\displaystyle n} objetos/itens separados independentemente em {\displaystyle k>2} categorias/tipos, um item é da categoria {\displaystyle j=1,2,...,k} com probabilidade {\displaystyle p_{j}} não-nula onde {\displaystyle \sum _{j=1}^{k}p_{j}=1}, além disso dizemos que {\displaystyle X_{j}} é a quantidade de itens na categoria {\displaystyle j} onde {\displaystyle \sum _{j=1}^{k}X_{j}=X_{1}+...+X_{k}=n}. Como se trata de um caso multivariado dizemos que o vetor aleatório {\displaystyle {\boldsymbol {X}}:=(X_{1},X_{2},...,X_{k})} tem distribuição multinomial e denotamos {\displaystyle X\sim Multinomial_{k}(n,{\boldsymbol {p}})} onde {\displaystyle {\boldsymbol {p}}:=(p_{1},p_{2},...,p_{k})\in \mathbb {R} _{+}^{k}}.
Função massa de probabilidade (conjunta) multinomial:
{\displaystyle P(X_{1}=n_{1},...,X_{k}=n_{k}):={\frac {n!}{n_{1}...n_{k}}}p_{1}^{n_{1}}...p_{k}^{n_{k}}}
Onde as reticências indicam um produtório e {\displaystyle n_{1}+...+n_{k}=n}.